# Madhav Kumar Nepal

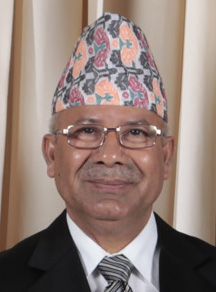
Madhav Kumar Nepal (2009)

Madhav Kumar Nepal (Nepali माधवकुमार नेपाल; * 12. März 1953) ist ein nepalesischer Politiker (CPN-UML). Er ist Vorsitzender seiner Partei und war von Mai 2009 bis zum 30. Juni 2010 Premierminister seines Landes.

## Leben
Nepal wurde 2009 zum Kandidaten für das Amt des Premierministers von einer Allianz aus 22 Parteien aufgestellt, die 350 der 601 Parlamentssitze repräsentieren. Nepal war der einzige Kandidat. Zuvor gab der maoistische Premierminister Pushpa Kamal Dahal (genannt Prachanda) am 4. Mai infolge eines Streit über den Armeechef mit dem Präsidenten Ram Baran Yadav sein Amt auf. Die Maoisten hatten die Wahl boykottiert und keinen eigenen Kandidaten gestellt.